# Hiệp hội Ủy ban Olympic quốc gia châu Phi
Hiệp hội Ủy ban Olympic quốc gia châu Phi (viết tắt: ANOCA; tiếng Anh: Association of National Olympic Committees of Africa; tiếng Pháp: Association des Comités Nationaux Olympiques d'Afrique, ACNOA) là một tổ chức quốc tế lãnh đạo 53 Ủy ban Olympic quốc gia châu Phi.
Tổ chức này tương đồng với Hiệp hội Ủy ban Olympic quốc gia (ANOC) dành riêng cho lục địa châu Phi.

## Các quốc gia thành viên
Bảng dưới đây liệt kê tên các quốc gia thành viên, năm Ủy ban Olympic  quốc gia chính thức dược IOC công nhận; lưu ý năm này có thể hoàn toàn khác biệt với năm thành lập Ủy ban riêng.
| Quốc gia               | Mã  | Ủy ban Olympic quốc gia                           | Gia nhập  | CThích       |
| ---------------------- | --- | ------------------------------------------------- | --------- | ------------ |
| Algérie                | ALG | Ủy ban Olympic Algérie                            | 1963/1964 |              |
| Angola                 | ANG | Ủy ban Olympic Angola                             | 1979/1980 |              |
| Benin                  | BEN | Ủy ban Olympic và Thể thao quốc gia Bénin         | 1962      |              |
| Botswana               | BOT | Ủy ban Olympic quốc gia Botswana                  | 1978/1980 |              |
| Burkina Faso           | BUR | Ủy ban Olympic và Thể thao quốc gia Burkina       | 1965/1972 |              |
| Burundi                | BDI | Ủy ban Olympic quốc gia Burundi                   | 1990/1993 |              |
| Cameroon               | CMR | Ủy ban Olympic và Thể thao quốc gia Cameroon      | 1963      |              |
| Cabo Verde             | CPV | Ủy ban Olympic Cabo Verde                         | 1989/1993 |              |
| Cộng hòa Trung Phi     | CAF | Ủy ban Olympic và Thể thao quốc gia Trung Phi     | 1964/1965 |              |
| Tchad                  | CHA | Ủy ban Olympic và Thể thao Tchad                  | 1963/1964 |              |
| Comoros                | COM | Ủy ban Olympic và Thể thao Comoros                | 1979/1993 |              |
| Cộng hòa Congo         | CGO | Ủy ban Olympic và Thể thao quốc gia Congo         | 1964      |              |
| Bờ Biển Ngà            | CIV | Ủy ban Olympic quốc gia Côte d'Ivoire             | 1962/1963 |              |
| Cộng hòa Dân chủ Congo | COD | Ủy ban Olympic Congo                              | 1963/1968 |              |
| Djibouti               | DJI | Ủy ban Olympic quốc gia Djibouti                  | 1983/1984 |              |
| Ai Cập                 | EGY | Ủy ban Olympic Ai Cập                             | 1910      |              |
| Guinea Xích Đạo        | GEQ | Ủy ban Olympic quốc gia Guinea Xích Đạo           | 1980/1984 |              |
| Eritrea                | ERI | Ủy ban Olympic quốc gia Eritrea                   | 1996/1999 |              |
| Ethiopia               | ETH | Ủy ban Olympic Ethiopia                           | 1948/1954 |              |
| Gabon                  | GAB | Ủy ban Olympic Gabon                              | 1965/1968 |              |
| Gambia                 | GAM | Ủy ban Olympic quốc gia Gambia                    | 1972/1976 |              |
| Ghana                  | GHA | Ủy ban Olympic Ghana                              | 1952      |              |
| Guinée                 | GUI | Ủy ban Olympic và Thể thao quốc gia Guinea        | 1964/1965 |              |
| Guiné-Bissau           | GBS | Ủy ban Olympic Guiné-Bissau                       | 1992/1995 |              |
| Kenya                  | KEN | Ủy ban Olympic quốc gia Kenya                     | 1955      |              |
| Lesotho                | LES | Ủy ban Olympic quốc gia Lesotho                   | 1971/1972 |              |
| Liberia                | LBR | Ủy ban Olympic quốc gia Liberia                   | 1954/1955 |              |
| Libya                  | LBA | Ủy ban Olympic Libya                              | 1962/1963 |              |
| Madagascar             | MAD | Ủy ban Olympic Madagascar                         | 1963/1964 |              |
| Malawi                 | MAW | Hiệp hội Olympic và Thể thao Cộng đồng Malawi     | 1968      |              |
| Mali                   | MLI | Ủy ban Olympic và Thể thao quốc gia Mali          | 1962/1963 |              |
| Mauritania             | MTN | Ủy ban Olympic và Thể thao quốc gia Mauritania    | 1962/1979 |              |
| Mauritius              | MRI | Ủy ban Olympic Mauritius                          | 1971/1972 |              |
| Maroc                  | MAR | Ủy ban Olympic Maroc                              | 1959      |              |
| Mozambique             | MOZ | Ủy ban Olympic quốc gia Mozambique                | 1979      |              |
| Namibia                | NAM | Ủy ban Olympic quốc gia Namibia                   | 1990/1991 |              |
| Niger                  | NIG | Ủy ban Olympic và Thể thao quốc gia Niger         | 1964      |              |
| Nigeria                | NGR | Ủy ban Olympic Nigeria                            | 1951      |              |
| Rwanda                 | RWA | Ủy ban Olympic và Thể thao quốc gia Rwanda        | 1984      |              |
| São Tomé và Príncipe   | STP | Ủy ban Olympic São Tomé và Príncipe               | 1979/1993 |              |
| Senegal                | SEN | Ủy ban Olympic và Thể thao quốc gia Sénégal       | 1961/1963 |              |
| Seychelles             | SEY | Hiệp hội Olympic và Thể thao Cộng đồng Seychelles | 1979      |              |
| Sierra Leone           | SLE | Ủy ban Olympic quốc gia Sierra Leone              | 1964      |              |
| Somalia                | SOM | Ủy ban Olympic Somali                             | 1959/1972 |              |
| Nam Phi                | RSA | Liên đoàn Thể thao và Ủy ban Olympic Nam Phi      | 1991      |              |
| Sudan                  | SUD | Ủy ban Olympic Sudan                              | 1956/1959 |              |
| Eswatini               | SWZ | Hiệp hội Olympic và Thể thao Cộng đồng Swaziland  | 1971/1972 |              |
| Tanzania               | TAN | Ủy ban Olympic Tanzania                           | 1968      |              |
| Togo                   | TOG | Ủy ban Olympic quốc gia Togo                      | 1963/1965 |              |
| Tunisia                | TUN | Ủy ban Olympic quốc gia Tunisia                   | 1957      | initials=TUN |
| Uganda                 | UGA | Ủy ban Olympic Uganda                             | 1950/1956 |              |
| Zambia                 | ZAM | Ủy ban Olympic quốc gia Zambia                    | 1964      |              |
| Zimbabwe               | ZIM | Ủy ban Olympic Zimbabwe                           | 1934/1980 |              |

## Đại hội
- Đại hội Thể thao châu Phi